# Wolny Uniwersytet w Amsterdamie
Wolny Uniwersytet w Amsterdamie, Wolny Uniwersytet Amsterdamski (niderl. Vrije Universiteit Amsterdam, skrótowiec VU) – holenderski uniwersytet z siedzibą w Amsterdamie, założony w 1880 jako prywatna uczelnia kalwińska (niezależna od państwa i Kościoła, stąd „wolny”), od 1970 finansowany ze środków publicznych.
Przez pewien okres, do 2012, miał wspólną strukturę administracyjną z Christelijke Hogeschool Windesheim.

## Znani wykładowcy
- Abraham Kuyper – pierwszy rektor uczelni, premier Holandii w latach 1901–1905
- Pieter Kooijmans – prawnik i dyplomata, sędzia Międzynarodowego Trybunału Sprawiedliwości w latach 1997–2006
- Jan Peter Balkenende – premier Holandii w latach 2002–2006
- Andrew S. Tanenbaum – amerykański informatyk

## Znani absolwenci
- Pim Fortuyn – polityk
- Christine Aaftink – olimpijka w łyżwiarstwie szybkim
- Gerrit Cornelis Berkouwer – teolog kalwiński
- Jan Peter Balkenende – polityk
- Wouter Bos – polityk
- Ellen van Dijk – kolarka torowa i szosowa
- Nico Rienks – wioślarz
- André Rouvoet – polityk
- R.C. Sproul – amerykański teolog prezbiteriański